# Saint-Laurent-de-Neste
Saint-Laurent-de-Neste – miejscowość i gmina we Francji, w regionie Oksytania, w departamencie Pireneje Wysokie.
Według danych na rok 1990 gminę zamieszkiwały 912 osoby, a gęstość zaludnienia wynosiła 88 osób/km² (wśród 3020 gmin regionu Midi-Pireneje Saint-Laurent-de-Neste plasuje się na 365. miejscu pod względem liczby ludności, natomiast pod względem powierzchni na miejscu 1060.).